# Jola-Fonyi
El Jola-Fonyi o diola (jóola en diola-fogny) és un dels principals dialectes de les llengües diola, un continu dialectal de llengües nigerocongoleses. És parlat principalment a la zona de Casamance, al Senegal però també a Gàmbia i a Guinea Bissau.
És una de les llengües nacionals del Senegal, amb el wòlof, el serer, el malinke, el peul i el soninke.

## Escriptura
Al Senegal, el decret n. 2005-981 regula l'ortografia del diola.
| Lletres de l'alfabet (Senegal) | Lletres de l'alfabet (Senegal) | Lletres de l'alfabet (Senegal) | Lletres de l'alfabet (Senegal) | Lletres de l'alfabet (Senegal) | Lletres de l'alfabet (Senegal) | Lletres de l'alfabet (Senegal) | Lletres de l'alfabet (Senegal) | Lletres de l'alfabet (Senegal) | Lletres de l'alfabet (Senegal) | Lletres de l'alfabet (Senegal) | Lletres de l'alfabet (Senegal) | Lletres de l'alfabet (Senegal) | Lletres de l'alfabet (Senegal) | Lletres de l'alfabet (Senegal) | Lletres de l'alfabet (Senegal) | Lletres de l'alfabet (Senegal) | Lletres de l'alfabet (Senegal) | Lletres de l'alfabet (Senegal) | Lletres de l'alfabet (Senegal) | Lletres de l'alfabet (Senegal) | Lletres de l'alfabet (Senegal) | Lletres de l'alfabet (Senegal) | Lletres de l'alfabet (Senegal) | Lletres de l'alfabet (Senegal) |
| ------------------------------ | ------------------------------ | ------------------------------ | ------------------------------ | ------------------------------ | ------------------------------ | ------------------------------ | ------------------------------ | ------------------------------ | ------------------------------ | ------------------------------ | ------------------------------ | ------------------------------ | ------------------------------ | ------------------------------ | ------------------------------ | ------------------------------ | ------------------------------ | ------------------------------ | ------------------------------ | ------------------------------ | ------------------------------ | ------------------------------ | ------------------------------ | ------------------------------ |
| majúscules                     | A                              | B                              | C                              | D                              | E                              | F                              | G                              | H                              | I                              | J                              | K                              | L                              | M                              | N                              | Ñ                              | Ŋ                              | O                              | P                              | R                              | S                              | T                              | U                              | W                              | Y                              |
| minúscules                     | a                              | b                              | c                              | d                              | e                              | f                              | g                              | h                              | i                              | j                              | k                              | l                              | m                              | n                              | ñ                              | ŋ                              | o                              | p                              | r                              | s                              | t                              | u                              | w                              | y                              |

Les vocals llargues s'indiquen mitjançant la duplicació de la lletra aa ee uu ii oo}.
L'accent agut per sobre d'una vocal ortografia vocal á é í ó ú indica el progrés de l'arrel de la llengua per aquesta vocal i les altres vocals de les paraules d'harmonia vocàlica.